# Сен-Дидье-де-ла-Тур
Сен-Дидье-де-ла-Тур (фр. Saint-Didier-de-la-Tour) — коммуна во Франции, находится в регионе Рона — Альпы. Департамент коммуны — Изер. Входит в состав кантона Тур-дю-Пен. Округ коммуны — Ла-Тур-дю-Пен.
Код INSEE коммуны — 38381. Население коммуны на 1999 год составляло 1 419 человек. Населённый пункт находится на высоте от 328  до 554  метров над уровнем моря. Муниципалитет расположен на расстоянии около 440 км юго-восточнее Парижа, 55 км юго-восточнее Лиона, 50 км северо-западнее Гренобля. Мэр коммуны — M. Gérard Vitte, мандат действует на протяжении 2001—2008 гг.
Динамика населения (INSEE):